# Hiroo, Hokkaidō
Hiroo (広尾町 Hiroo-chō) là thị trấn thuộc huyện Hiroo, phó tỉnh Tokachi, Hokkaidō, Nhật Bản. Tính đến ngày 1 tháng 10 năm 2020, dân số ước tính thị trấn là 6.387 người và mật độ dân số là 11 người/km2. Tổng diện tích thị trấn là 596,14 km2.